# Eudorylaimus centrocercus
Eudorylaimus centrocercus är en rundmaskart. Eudorylaimus centrocercus ingår i släktet Eudorylaimus, och familjen Qudsianematidae. Arten är reproducerande i Sverige.